# Мисхор
Мисхо́р (укр. Місхор, крымскотат. Mishor, Мисхор; предположительно от греч. μέση χώρα (мэ́си хо́ра) — «средняя местность») — приморская климатическая курортная местность на Южном берегу Крыма, в 15 км к юго-западу от Ялты. С 1958 года Мисхор в административном отношении не является отдельным населённым пунктом, а включён в состав посёлка городского типа Кореиз.

## История
Считается, что поселение на месте Мисхора, существовало с античных времён, но, впервые в исторических документах, название села встречается в хранящихся в Генуе казначейских списках Кафы (cartolfri della Masseria), относимых, примерно к 1360 году, где, среди прочих, принадлежащих капитанству Готия, поселений встречается Muzacori. После захвата в 1475 году генуэзских колоний Османами их земли включили в Мангупского кадылыка Кефинского санджака (впоследствии эялета) империи, тогда же на южном побережье Крыма начинает распространяться ислам. В начале турецкого владычества селение было приписано к Инкирману. В материалах первой переписи населения Кефинского санджака 1520 года в сёлах Мисхор и Урьянда вместе числились 1 мусульманская семья и 67 «немусульманских», из которых 3 семьи потеряли мужчину-кормильца. К 1542 году селение переподчинили Мангупу и, по проведённой в том году переписи, было мусульман — 5 семей и 2 взрослых неженатых мужчин, христиан — 50 семей (из них 4 «овдовевших») и 24 холостяка. По налоговым ведомостям 1634 года в селении числилось 10 дворов немусульман, при этом недавно выехали жители 16 дворов: в Агутку, Дерекой, Камары и Йалта — по 1, в Керменчик — 8, Сурен и Шуры по — 2 двора. В Джизйе дефтера Лива-и Кефе (Османских налоговых ведомостях) 1652 года, где перечислены христиане-налогоплательщики Кефинского эялета, селение не значится, при этом в «Османском реестре земельных владений Южного Крыма 1680-х годов», согласно которому в 1686 году (1097 год хиджры) Мисихор входил в Мангупский кадылык эялета Кефе, упомянуто 55 землевладельцев, из которых 2 иноверца, владевших 581-м дёнюмами земли. После обретения ханством независимости по Кючук-Кайнарджийскому мирному договору 1774 года «повелительным актом» Шагин-Гирея 1775 года селение было включено в Крымское ханство в состав Бакчи-сарайского каймаканства Мангупскаго кадылыка, что зафиксировано и в Камеральном Описании Крыма… 1784 года.
После присоединения Крыма к России, 19 февраля (1 марта) 1784 года, именным указом Екатерины II сенату, на территории бывшего Крымского Ханства была образована Таврическая область и деревня была приписана к Симферопольскому уезду. Перед Русско-турецкой войной 1787—1791 годов производилось выселение крымских татар из прибрежных селений во внутренние районы полуострова. В конце 1787 года из Мисхора были выведены все жители — 139 душ. В конце войны, 14 августа 1791 года всем было разрешено вернуться на место прежнего жительства. После Павловских реформ, с 1796 по 1802 год, деревня входила в Акмечетский уезд Новороссийской губернии. По новому административному делению, после создания 8 (20) октября 1802 года Таврической губернии, Мисхор был включён в состав Махульдурской волости Симферопольского уезда.
По Ведомости о всех селениях в Симферопольском уезде состоящих с показанием в которой волости сколько числом дворов и душ… от 9 октября 1805 года, в деревне Мусхоръ числилось 20 дворов и 115 жителей, исключительно крымских татар. На военно-топографической карте генерал-майора Мухина 1817 года деревня Мусхор обозначена с 15 дворами. После реформы волостного деления 1829 года Мусхор, согласно «Ведомости о казённых волостях Таврической губернии 1829 года», передали в состав Алуштинской волости. В начале XIX века в Мисхоре располагалось большое имение Льва Нарышкина.
После образования в 1838 году Ялтинского уезда, деревню передали в состав Алуштинской волости. На карте 1836 года в деревне Мысхор 28 дворов, как и на карте 1842 года.
По итогам земской реформы Александра II 1860-х годов деревня была приписана к Дерекойской волости. Согласно «Списку населённых мест Таврической губернии по сведениям 1864 года», составленному по результатам VIII ревизии 1864 года, Мисхор — казённая татарская деревня с 24 дворами, 160 жителями и мечетью на берегу моря, при речке безъименной. На трёхверстовой карте Шуберта 1865—1876 года в Мысхоре обозначено также 24 двора. Согласно «Памятной книге Таврической губернии 1889 года», по результатам Х ревизии 1887 года, в деревне Мисхор числилось 64 двора и 321 житель. На верстовой карте 1890 года в деревне обозначено 58 дворов с татарским населением.
После земской реформы 1890-х годов, которая в Ялтинском уезде прошла после 1892 года, деревня осталась в составе преобразованной Дерекойской волости. По «…Памятной книжке Таврической губернии на 1892 год» в деревне Мисхор, входившей в Кореизское сельское общество, числился 291 житель в 60 домохозяйствах. По «…Памятной книжке Таврической губернии на 1902 год» в деревнях Кореиз и Мисхор, составлявших Кореизское сельское общество, вместе числилось 522 жителя в 73 домохозяйствах. По Статистическому справочнику Таврической губернии, 1915 год, в деревне Мисхор Дерекойской волости Ялтинского уезда, числилось 165 дворов (58 дворов с землёй, 107 — безземельные) с татарским населением в количестве 383 человек приписных жителей и 551 — «посторонних», из которых 384 мужчины и 549 женщин. Жители владели 10520 десятинами удобной земли. В хозяйствах имелось 64 лошади, 6 волов и 67 коров. В 1904 году в Мисхоре проходило действие рассказа А.Куприна Белый пудель.
После установления в Крыму Советской власти, по постановлению Крымревкома от 8 января 1921 года была упразднена волостная система и село подчинили Ялтинскому району Ялтинского уезда. В 1922 году уезды получили название округов. Согласно Списку населённых пунктов Крымской АССР по Всесоюзной переписи 17 декабря 1926 года, в селе Мисхор Кореизского сельсовета Ялтинского района числилось 164 двора из них 97 крестьянских, население составляло 661 человек из них 443 крымских татарина, 128 русских, 51 украинец, 15 греков, 10 белорусов, действовала татарская школа I ступени.
В 1944 году, после освобождения Крыма от фашистов, согласно постановлению ГКО № 5859 от 11 мая 1944 года, 18 мая крымские татары были депортированы в Среднюю Азию: на 15 мая 1944 года подлежало выселению 112 семей татар: всего 343 жителя, из них мужчин — 99, женщин 124, детей — 120 человек. 12 августа 1944 года было принято постановление № ГОКО-6372с «О переселении колхозников в районы Крыма», по которому из Ростовской области РСФСР в район переселялись 3000 семей колхозников, а в начале 1950-х годов последовала вторая волна переселенцев из различных областей Украины. С 25 июня 1946 года селение в составе Крымской области РСФСР, а 26 апреля 1954 года Крымская область была передана из состава РСФСР в состав УССР. В 1958 году посёлок Мисхор присоединили к пгт Кореиз.

## Климат
Одно из самых тёплых мест Южного берега Крыма. Считается, что среднегодовая температура здесь почти такая же как в Ялте, то есть составляет около +14 °C.
Субтропический климат средиземноморского типа:
- Зима мягкая. Средняя температура января и февраля +5… +6 °C. Число ночей с заморозками — 23 в год.
- Весна ранняя. Средняя температура мая +18…+19 °C.
- Лето тёплое, сухое, солнечное. Средняя температура августа +26…+27 °C.
- Осень тёплая, продолжительная. Купальный сезон с мая по ноябрь. Средняя температура сентября +20…+21 °C.

Осадков около 500 мм в год. Число часов солнечного сияния около 2250 в год. Однако, в отличие от Ялты, которую с запада закрывают горы Ай-Петри и Могаби, Мисхор с запада открыт всем ветрам, которые дуют 50 % времени, поэтому это место не является безветренным и человек обычно ощущает себя в Ялте теплее.
- Али-Баба и девушка Арзы
- Мисхорская русалка
- Вид на Крымские горы из Мисхорского парка
- Мисхорский парк

## Достопримечательности
- Канатная дорога Мисхор — Ай-Петри. Занесена в Книгу рекордов Гиннесса. На второй очереди этой канатной дороги несущий трос длиной 1670 метров протянут от подножия горы почти до её вершины, на высоту 1153 м над уровнем моря (перепад высот между станциями составляет 762 м). На этом «перегоне» отсутствуют промежуточные опоры — это самый длинный безопорный пролёт канатной дороги в Европе.
- Мисхорский парк — памятник садово-паркового искусства (заложен в конце XIX века). Напротив входа в Мисхорский парк (санаторий «Мисхор») установлен памятник Натану Рахлину, выполненный из камня с изображением профиля и рукой с дирижёрской палочкой.
- Дворец «Дюльбер» в мавританском стиле. Архитектор Н. П. Краснов, 1895—1897 гг.
- Скульптуры «Девушка Арзы и разбойник Али-Баба», «Русалка» (автор А. Г. Адамсон).
- Вилла «Барбо» Н. Н. Краманж (1914, арх. П. П. Щекотов по проекту Я. Котеры)
- Бюст белорусскому поэту М. Богдановичу в парке санатория «Белоруссия».[44]